# Joshua Fahrni
Joshua Fahrni (né le 21 octobre 2002 à Thoune en Suisse) est un joueur suisse de hockey sur glace. Il évolue à la position d'attaquant.

## Biographie

### En club
Fahrni intègre la filière de formation du club de sa ville natale, les Thun Dragons en 2013-2014. Il y évolue des moins de 15 ans au moins de 17 ans jusqu'en 2017.
Le 30 juillet 2017, il s'engage avec le club de la capitale, le CP Berne. Évoluant d'abord pour les moins de 17 ans, il intègre les moins de 20 ans en 2019-2020. Lors de la saison 2020-2021, il dispute huit rencontres de National League et une rencontre de Coupe de Suisse. Le CP Berne est sacré vainqueur de la coupe au terme de la saison.
Il dispute l'intégralité de la saison 2021-2022 en NL, récoltant 13 points en 49 matchs. La saison suivante, Berne se qualifie pour les playoff. Il dispute donc pour la première fois de sa carrière professionnelle des séries éliminatoires. En 9 matchs, il obtient une passe.

### En équipe nationale
Fahrni représente la Suisse sur la scène internationale, il intègre le contingent des moins de 16 ans à partir de la saison 2017-2018.
Il prend part avec les moins de 17 ans au Festival olympique d'hiver de la jeunesse européenne 2019, la Suisse se classant à la 6e place.
La saison suivante, avec la formation des moins de 18 ans, il représente la Suisse lors du tournoi Coupe Hlinka-Gretzky, se classant à la huitième et dernière place.
En 2021, il prend part au Championnat du monde junior avec la formation des moins de 20 ans. Perdant les quatre rencontres durant la phase de groupe, la Suisse est logiquement éliminée et termine à la 9e place, seule l'Autriche avec une moins bonne différence de buts est classée derrière eux.
En vue de la préparation pour le Championnat du monde de 2023, il est convoqué dans la sélection nationale le 13 avril 2023. Il dispute un premier match contre la Slovaquie le 16 avril 2023, une défaite 2-3. Sa deuxième rencontre, contre la France a lieu 5 jours plus tard et se solde sur une victoire 2-1. Enfin, le lendemain, il enregistre son premier point, une passe, dans une victoire 6-0 face à la France à nouveau. Trois jours plus tard, avec l'arrivée de nouveaux joueurs plus expérimenté, il est écarté de la sélection.

## Statistiques

### En club
| Saison    | Équipe                      | Ligue           |                   | Saison régulière  | Saison régulière  | Saison régulière  | Saison régulière  | Saison régulière  |                   | Séries éliminatoires | Séries éliminatoires | Séries éliminatoires | Séries éliminatoires | Séries éliminatoires |
| Saison    | Équipe                      | Ligue           | PJ                | B                 | A                 | Pts               | Pun               | PJ                | B                 | A                    | Pts                  | Pun                  |                      |                      |
| 2013-2014 | Thun Dragons U15            | Mini B          | 3                 | 1                 | 0                 | 1                 | 0                 | -                 | -                 | -                    | -                    | -                    |                      |                      |
| 2014-2015 | SC Unterseen-Interlaken U15 | Mini A          | 2                 | 0                 | 0                 | 0                 | 0                 | -                 | -                 | -                    | -                    | -                    |                      |                      |
| 2015-2016 | Thun Dragons U15            | Top Mini        | 17                | 8                 | 4                 | 12                | 6                 | -                 | -                 | -                    | -                    | -                    |                      |                      |
| 2015-2016 | Wisle U15                   | Mini A          | 4                 | 14                | 14                | 28                | 2                 | -                 | -                 | -                    | -                    | -                    |                      |                      |
| 2016-2017 | Thun Dragons U15            | Top Mini        | 30                | 24                | 24                | 48                | 16                | -                 | -                 | -                    | -                    | -                    |                      |                      |
| 2016-2017 | Thun Dragons U17            | Top Novizen     | 2                 | 0                 | 1                 | 1                 | 0                 | -                 | -                 | -                    | -                    | -                    |                      |                      |
| 2017-2018 | CP Berne U17                | Elite Novizen   | 36                | 4                 | 7                 | 11                | 18                | 8                 | 0                 | 2                    | 2                    | 20                   |                      |                      |
| 2018-2019 | CP Berne U17                | Elite Novizen   | 23                | 16                | 10                | 26                | 12                | 3                 | 1                 | 2                    | 3                    | 6                    |                      |                      |
| 2018-2019 | CP Berne U20                | Elite Junior A  | 3                 | 0                 | 0                 | 0                 | 0                 | 6                 | 0                 | 1                    | 1                    | 2                    |                      |                      |
| 2019-2020 | CP Berne U20                | U20-Elit        | 41                | 8                 | 18                | 26                | 73                | 4                 | 2                 | 1                    | 3                    | 2                    |                      |                      |
| 2020-2021 | CP Berne U20                | U20-Elit        | 36                | 16                | 24                | 40                | 36                | -                 | -                 | -                    | -                    | -                    |                      |                      |
| 2020-2021 | CP Berne                    | NL              | 8                 | 0                 | 1                 | 1                 | 0                 | -                 | -                 | -                    | -                    | -                    |                      |                      |
| 2020-2021 | CP Berne                    | Coupe de Suisse | 1                 | 0                 | 0                 | 0                 | 0                 | -                 | -                 | -                    | -                    | -                    |                      |                      |
| 2021-2022 | CP Berne                    | NL              | 49                | 3                 | 10                | 13                | 6                 | -                 | -                 | -                    | -                    | -                    |                      |                      |
| 2022-2023 | CP Berne                    | NL              | 52                | 2                 | 3                 | 5                 | 2                 | 9                 | 0                 | 1                    | 1                    | 0                    |                      |                      |
| 2022-2023 | SC Langenthal               | SL              | 1                 | 0                 | 0                 | 0                 | 0                 | -                 | -                 | -                    | -                    | -                    |                      |                      |
| 2023-2024 | CP Berne                    | NL              | Saison en cours ? | Saison en cours ? | Saison en cours ? | Saison en cours ? | Saison en cours ? | Saison en cours ? | Saison en cours ? | Saison en cours ?    | Saison en cours ?    | Saison en cours ?    |                      |                      |
| Totaux NL | Totaux NL                   | Totaux NL       | 109               | 5                 | 14                | 19                | 8                 | 9                 | 0                 | 1                    | 1                    | 0                    |                      |                      |

### En équipe nationale
| Année     | Équipe     | Compétition                                  |    | PJ | B | A | Pts | Pun                 |  | Résultat |
| 2017-2018 | Suisse U16 | International                                | 7  | 1  | 1 | 2 | 0   |                     |  |          |
| 2017-2018 | Suisse U17 | International                                | 4  | 0  | 0 | 0 | 0   |                     |  |          |
| 2018-2019 | Suisse U17 | International                                | 22 | 4  | 1 | 5 | 12  |                     |  |          |
| 2019      | Suisse U17 | Festival olympique de la jeunesse européenne | 2  | 0  | 0 | 0 | 0   | 6e place            |  |          |
| 2019-2020 | Suisse U18 | International                                | 18 | 2  | 4 | 6 | 8   |                     |  |          |
| 2019      | Suisse U18 | Coupe Hlinka-Gretzky                         | 4  | 1  | 0 | 1 | 0   | 8e place            |  |          |
| 2021-2022 | Suisse U20 | International                                | 1  | 0  | 1 | 1 | 0   |                     |  |          |
| 2022      | Suisse U20 | Championnat du monde junior                  | 3  | 2  | 2 | 4 | 4   | Compétition annulée |  |          |
| 2022-2023 | Suisse U20 | International                                | 3  | 2  | 1 | 3 | 0   |                     |  |          |
| 2022-2023 | Suisse     | International                                | 3  | 0  | 1 | 1 | 0   |                     |  |          |